# .su
.su là tên miền quốc gia cấp cao nhất (ccTLD) dành cho Liên Xô năm 1990. Tên miền này vẫn còn hoạt động mặc dù quốc gia mà nó đại diện ngày nay không còn tồn tại; tên miền của Nga là .ru. Cả hai được quản lý bởi Viện Phát triển Mạng công cộng Nga (Russian Institute for Development of Public Networks).

## Lịch sử
Sau năm 1989, một tập hợp các tên miền internet mới đã được tạo ra ở Châu Âu, bao gồm .pl (Ba Lan), .cs (Tiệp Khắc), .yu (Nam Tư) và .dd (Đông Đức). Trong số đó, có cả một miền dành cho Liên Xô - .su. Ban đầu, trước khi ccTLD gồm hai chữ cái trở thành tiêu chuẩn, Liên Xô đáng lẽ sẽ nhận được miền .ussr. Tên miền .su được đề xuất bởi một sinh viên 19 tuổi người Phần Lan Petri Ojala. Ngày 26 tháng 12 năm 1991, Liên Xô bị giải thể và các nước cộng hòa thành phần của nó đã giành được độc lập. Cho đến năm 1994 không có tên miền cấp cao nhất nào được chỉ định cho Nga. Vì lý do này, đất nước tiếp tục sử dụng miền của Liên Xô. Năm 1994, miền .ru được tạo ra, được cho là sẽ thay thế tên miền .su (các tên miền dành cho các nước cộng hòa khác ngoài Nga được tạo ra vào các thời điểm khác nhau giữa những năm chín mươi). Đáng lẽ tên miền .su đã bị ICANN thu hồi, nhưng nó đã được giữ lại theo yêu cầu của chính phủ Nga và người dùng Internet.
Vào năm 2001, các nhà quản lý của miền tuyên bố rằng họ sẽ bắt đầu chấp nhận đăng ký tên miền .su mới,  nhưng không rõ liệu hành động này có tương thích với các chính sách của ICANN hay không. ICANN đã bày tỏ ý định chấm dứt miền .su  và IANA tuyên bố rằng miền này đang bị loại bỏ dần. Nhưng các nhà vận động hành lang tuyên bố vào tháng 9 năm 2007 rằng họ đã bắt đầu đàm phán với ICANN về việc giữ lại tên miền này. Trong quý đầu tiên của năm 2008, đăng ký .su tăng 45%.